# Eugène Hyacinthe Laffillard
Eugène Hyacinthe Laffillard (Paris, 17 juin 1779 - Vaugirard, 3 janvier 1846) est un auteur dramatique et chansonnier français.

## Biographie
Président du Caveau moderne en 1839, il participe à de nombreuses publications littéraires comme le Courrier des Théâtres, La Nouveauté, L'Observateur, le Voleur et La France littéraire.
Il est l'auteur, entre autres, de vaudevilles sous son nom ou sous le pseudonyme d'Eugène Décour, ses pièces furent représentées sur les plus grandes scènes parisiennes du XIXe siècle : Théâtre du Vaudeville, Théâtre de la Gaîté, Théâtre du Panthéon, Théâtre de l'Ambigu-Comique, Théâtre des Variétés etc.

## Œuvres
- L'Amour au village, opéra-vaudeville en 1 acte, 1802
- Elina et Natalie, ou les Hongrois, drame en trois actes, traduit de Kotzebue, 1802
- La Sifflomanie, folie-vaudeville en 1 acte et en prose, avec Grétry, 1803
- Le Hameau de Chantilly ou le Retour, folie-vaudeville en 1 acte, 1804
- Un peu de méchanceté, comédie en 1 acte et en vers, avec André-Joseph Grétry, 1805
- Jacques Callot à Nancy, comédie historique en un acte mêlée de couplets, 1806
- Dix mille francs à gagner ou la Fille perdue, arlequinade-vaudeville en un acte, 1806
- Collin d'Harleville aux Champs-Élysées, comédie-vaudeville en 1 acte, avec Aude, 1806
- Le Mariage en poste, comédie en 1 acte et en prose, 1806
- La Paix, vaudeville impromptu, avec Aude, 1806
- Les Petits Ricochets, imitation en 1 acte et en vaudevilles, avec Aude, 1807
- Arlequin sourd-muet, ou Cassandre opérateur, arlequinade en vaudeville, avec Joseph Aude, 1807
- Mercure à Paris, arlequinade en 1 acte, avec Aude, 1808
- La Veille d'une grande fête, hommage en 1 acte et en vers, mêlés de couplets, avec Aude, 1808
- Épître à Désaugiers, l'un des convives du Caveau moderne, 1810
- Le Mannequin parlant, ou le Portrait de Dominique, arlequinade en 1 acte, mêlée de couplets, avec Rochefort, 1813
- La Famille des Sans-Gêne ou les Amis du Château, tableau en un acte, 1817
- L'Épée de Jeanne d'Arc, à propos burlesque et grivois en 1 acte, 1819
- Jodelle ou le Berceau du théâtre, comédie-vaudeville en 1 acte, avec Edmond Rochefort et Hubert, 1821
- Le Dîner d'emprunt, ou les Gants et l'Épaulette, vaudeville en 1 acte, avec Hubert, 1821
- Le Coq de village, tableau-vaudeville en 1 acte, de Favart, remis au théâtre avec des changements, avec Charles Hubert et Théodore Anne, 1822
- Les Mariages écossais, vaudeville en 1 acte, avec Jean-Baptiste Pellissier, 1823
- Les Précautions de ma tante, vaudeville en 1 acte, avec Hubert, 1823
- Les Petits maraudeurs, ou les Tambours en goguettes, tableau en 1 acte mêlé de vaudevilles, avec Étienne-Junien de Champeaux et Gombault, 1823
- L'Étourdi à la diète, 1824
- Les Sœurs de lait, scènes morales, mêlées de couplets, avec Alexandre Tardif et Gombault, 1825
- Le Couronnement au village, ou la Route de Reims, à propos mêlé de couplets, avec Paul Auguste Gombault, 1825
- Croisée à louer, ou Un jour à Reims, tableau mêlé de vaudevilles, avec Gombault, 1825
- Le Petit Marchand, ou Chacun son commerce, vaudeville en 1 acte, avec Gombault et Auguste Imbert, 1825
- Le Béarnais, ou l'Enfance de Henri IV, avec Jacques-André Jacquelin, 1826
- Monsieur et Madame, ou les Morts pour rire, folie-vaudeville en 1 acte, avec Pellissier, 1826
- La Saint-Charles au collège, avec Jacques-André Jacquelin, 1826
- Les Acteurs par hasard, ou la Comédie au jardin, comédie en 1 acte et en prose, 1827
- La Petite Somnambule ou Coquetterie et Gourmandise, vaudeville en 3 tableaux, avec Gomault, 1827
- La Muette des Pyrénées, pièce en deux tableaux et en prose, mêlée de couplets, 1828
- Finette, ou l'Adroite princesse, folie-féerie mêlée de couplets, tirée des contes de Perrault, avec Jules Dulong et Gombault, 1829
- M. Mayeux, ou le Bossu à la mode, à propos de bosses en 3 tableaux, mêlé de vaudevilles, avec Emmanuel Lepeintre et Amable de Saint-Hilaire, 1831
- Caméloni, ou Je me venge, comédie en 1 acte et en vers, avec Gustave Dalby, 1832
- La Citadelle d'Anvers, ou le Séjour et la conquête, à propos en 2 actes, mêlé de couplets, 1833
- Le Savetier et l'Apothicaire, folie-vaudeville, en 1 acte et à spectacle, avec Pierre Joseph Charrin et Pierre Tournemine, 1833
- Le Gamin, folie-vaudeville en 3 actes, avec Lubize, 1833
- Trois Femmes, ou les Bonnes Amies, vaudeville en 1 acte, avec Tradif et Tourret, 1835
- M. Bontemps, ou la Belle-mère et la bru, comédie en 1 acte, mêlée de couplets, avec Gaspard Tourret, 1836
- Orgueil et Ignorance, comédie-vaudeville en 1 acte, 1836
- Au comte de Paris. Les Baptêmes, 1841